# Liste der Kulturgüter in Waltenschwil
Die Liste der Kulturgüter in Waltenschwil enthält alle Objekte in der Gemeinde Waltenschwil im Kanton Aargau, die gemäss der Haager Konvention zum Schutz von Kulturgut bei bewaffneten Konflikten, dem Bundesgesetz vom 20. Juni 2014 über den Schutz der Kulturgüter bei bewaffneten Konflikten sowie der Verordnung vom 29. Oktober 2014 über den Schutz der Kulturgüter bei bewaffneten Konflikten unter Schutz stehen.
Objekte der Kategorie A sind im Gemeindegebiet nicht ausgewiesen, Objekte der Kategorie B sind vollständig in der Liste enthalten, Objekte der Kategorie C fehlen zurzeit (Stand: 1. Januar 2023). Unter übrige Baudenkmäler sind weitere geschützte Objekte zu finden, die in der Bau- und Nutzungsordnung der Gemeinde verzeichnet und nicht bereits in der Liste der Kulturgüter enthalten sind.

## Kulturgüter
| Foto |                                                                     | Objekt                                    | Kat. | Typ | Standort                                | Beschreibung |
| ---- | ------------------------------------------------------------------- | ----------------------------------------- | ---- | --- | --------------------------------------- | ------------ |
| BW   | Datei hochladen · Wikidata zu Angelsachsenkapelle (Q29581014)       | Angelsachsenkapelle KGS-Nr.: 15869        | B    | G   | Büttikerstrasse 9.4 663361 / 242584     |              |
| ja   | Datei hochladen · Wikidata zu Haus "Zur Burg" (Q29581020)           | Haus «Zur Burg» KGS-Nr.: 15870            | B    | G   | Zelglistrasse 2 665415 / 243091         |              |
| ja   | Datei hochladen · Wikidata zu Mariahilfkapelle (Q29581025)          | Mariahilfkapelle KGS-Nr.: 15871           | B    | G   | Büelisackerstrasse 24.2 665083 / 242736 |              |
| ja   | Datei hochladen · Wikidata zu Römisch-katholische Kirche (Q1514195) | Römisch-katholische Kirche KGS-Nr.: 15872 | B    | G   | Kirchweg 11.2 665278 / 242924           |              |

## Übrige Baudenkmäler
| ID   | Foto |                 | Objekt                                                    | Typ | Standort                                     | Beschreibung |
| ---- | ---- | --------------- | --------------------------------------------------------- | --- | -------------------------------------------- | ------------ |
| 4    | BW   | Datei hochladen | Ehemaliges Friedhofkreuz (heute Wegkreuz, 1704)           | K   | Bremgarterstrasse/ Dorfplatz 665385 / 243015 |              |
| 41   |      | Datei hochladen | Wegkreuz (1899)                                           | K   | Büttikerstrasse                              |              |
| 43   |      | Datei hochladen | Lourdesgrotte (1946)                                      | G   | Grottenweg                                   |              |
| 44   |      | Datei hochladen | Angelsachsenbrunnen                                       | K   | Büttikerstrasse                              |              |
| 904  | BW   | Datei hochladen | Vielzweckbau (Hochstudhaus, 1688)                         | G   | Burgweg 6–10 665402 / 243186                 |              |
| 906  | BW   | Datei hochladen | Wohnhaus (1815)                                           | G   | Bremgarterstrasse 44 665762 / 242944         |              |
| 907  | BW   | Datei hochladen | Altes Schulhaus (1843, ehemaliges Kirchenschiff von 1779) | G   | Bremgarterstrasse 21 665480 / 243032         |              |
| 908  | BW   | Datei hochladen | Vielzweckbau (1855, ohne Scheune)                         | G   | Kirchweg 1 665166 / 242906                   |              |
| 909  | BW   | Datei hochladen | Pfarrhaus (1827/29)                                       | G   | Kirchweg 12 665328 / 242947                  |              |
| 910  | BW   | Datei hochladen | Wohn- und Geschäftshaus (um 1900)                         | G   | Wohlerstrasse 1 665128 / 242995              |              |
| 912  | BW   | Datei hochladen | Gasthaus Sonne (1836)                                     | G   | Büttikerstrasse 7 663865 / 242536            |              |
| 914A |      | Datei hochladen | Friedhofkreuz (Missionskreuz, 1866)                       | K   | Kirchweg/Friedhof                            |              |
| 914B |      | Datei hochladen | Wegkreuz (1933)                                           | K   | Büelisackerstrasse                           |              |
| 915B | BW   | Datei hochladen | Sodbrunnen                                                | K   | Oberdorfstrasse 3 665267 / 243106            |              |
| 916  | BW   | Datei hochladen | Bildstock                                                 | K   | Gründlistrasse 14 664996 / 242535            |              |

Legende: Siehe Legende der Liste der Kulturgüter von nationaler und regionaler Bedeutung. Anstelle der KGS-Nummer wird als Objekt-Identifikator (ID) die Inventar- oder Gebäudenummer in der Bau- und Nutzungsordnung der Gemeinde verwendet.